# 1896年夏季奧林匹克運動會體操比賽—男子單槓
1896年夏季奧運會男子單槓體操比賽是該屆奧運會體操項目中的其中一個比賽項目，來自四個國家的15名運動員參加單槓比賽，該比賽於4月9日舉行。赫爾曼·魏因加特納及阿爾弗雷德·弗拉托在這項比賽中為德國獲得的金牌及銀牌。

## 賽程
| 日期         | 階段 |
| ------------ | ---- |
| 1896年4月9日 | 決賽 |

## 比賽結果
德國選手卡尔·舒曼在比賽中表現出一些“馬戲團技巧”，他的表演受到觀眾的歡迎，但評判並未給予他高分。這一情況引起了一些爭議，但最終他未能獲得獎牌
。
| 排名 | 選手                  | 國家   |
| ---- | --------------------- | ------ |
| 金牌 | 赫爾曼·魏因加特納     | 德国   |
| 銀牌 | 阿爾弗雷德·弗拉托     | 德国   |
| 3–15 | 康拉德·伯克尔         | 德国   |
| 3–15 | 古斯塔夫·弗拉托       | 德国   |
| 3–15 | 格奥尔格·希尔马       | 德国   |
| 3–15 | 久拉·卡卡斯           | 匈牙利 |
| 3–15 | 弗里茨·曼陀菲尔       | 德国   |
| 3–15 | 卡尔·诺伊基希         | 德国   |
| 3–15 | 安東尼奧斯·帕帕約安努 | 希腊   |
| 3–15 | 里夏德·罗施特尔       | 德国   |
| 3–15 | 古斯塔夫·舒夫特       | 德国   |
| 3–15 | 卡尔·舒曼             | 德国   |
| 3–15 | 列奧尼達·齊克利蒂拉斯 | 希腊   |
| 3–15 | 德西德里烏斯·韋恩     | 匈牙利 |
| 3–15 | 路易斯·楚特           | 瑞士   |